# Кулайгир
Кулайги́р (каз. Құлаайғыр) — село у складі Абайського району Карагандинської області Казахстану. Адміністративний центр Кулайгирського сільського округу.
Населення — 1522 особи (2021; 1467 у 2009, 1550 у 1999, 1432 у 1989).
Національний склад станом на 1989 рік:
- росіяни — 37 %;
- німці — 27 %.